# Blind Ambition
Blind Ambition («Слепая амбиция») — третья серия четвёртого сезона мультсериала «Гриффины». Премьерный показ состоялся 15 мая 2005 года на канале FOX.

## Сюжет
В боулинге Морт Голдман показывает великолепную игру и становится героем дня. В кегельбан за Питером приезжает Лоис, и обнаруживает, что с потолка в женском туалете за ней подглядывает Куагмир. Того арестовывают, но вскоре отпускают, благодаря связям его друга Джо. Лоис, Бонни и Лоретта требуют от вернувшегося Куагмира немедленно переехать жить в другое место, но Питер убеждает всех, что тот хотел лишь таким образом сделать Лоис приятное. В итоге те соглашаются терпеть рядом Куагмира до тех пор, пока он будет сдерживать своё извращённое поведение. У Куагмира это получается, и вскоре ему опять дозволяют выходить на улицу.
Однако всё начинается снова. Наблюдая за женщинами, плещущимися в фонтане торгового центра, Куагмир теряет над собой контроль, бежит в комнату с мониторами и наслаждается там зрелищем из женских кабинок для примерки одежды. Увидев, что у одной из женщин в кабинке случается сердечный приступ, тот бросается к ней и спасает ей жизнь. Куагмира восхваляют за героизм, хотя тот всего лишь хотел воспользоваться её бессознательным состоянием.
Это вызывает зависть у Питера. Не желая отставать в славе от друга, Питер пытается побить мировой рекорд в поедании пятицентовых монет, но у него случается «никелевое отравление», и он слепнет. Желая залить горе, Питер со своей собакой-поводырём направляется в свой любимый бар, «Пьяную Устрицу», не зная о том, что заведение горит (пожар случился из-за того, что Бог пытался произвести впечатление на какую-то женщину). Обнаружив, что бармен Гораций зажат упавшими обломками, Питер спасает его и провозглашается героем (стараниями Тома Такера). Мэр Адам Вест вручает герою медаль и новые глаза (взятые у умершего бездомного, которого случайно убил сам Питер, обвязав поводок своего поводыря вокруг его шеи). Награждение происходит в стиле фильма «Звездных Войн».

## Создание
Автор сценария: Стив Кэллахан, режиссёр: Чак Клейн, приглашённые знаменитости: Джина Гершон, Джадд Хирш и Гэри Коул.
- На канале FOX запрещено использовать словочосетание «Иисус Христос» (Jesus Christ), без действительного появления в кадре этой персоны, и это видно в данном эпизоде[2][3].
- После катастрофы с деревом Стьюи встречает эльфов, пародирующих сухие завтраки Snap, Crackle and Pop[англ.][2].
- В этом эпизоде второй раз появляется Гигантский Цыплёнок Эрни. Предыдущая крупная стычка его с Питером была в «Da Boom», следующая произойдёт в «No Chris Left Behind».